# Nhân Nghĩa, Lạc Sơn
Nhân Nghĩa là một xã thuộc huyện Lạc Sơn, tỉnh Hòa Bình, Việt Nam.
Xã Nhân Nghĩa có diện tích 14,29 km², dân số năm 1999 là 5036 người, mật độ dân số đạt 352 người/km².